# Cozinha de Munique
A cozinha de Munique (em alemão: Münchener Küche) é uma cozinha da década de 1920 projetada pela economista Erna Meyer e pelos arquitetos  e . Foi projetada para as residências municipais dos Correios da Baviera e apresentada pela primeira vez na exposição Heim und Technik em Munique em 1928.
A cozinha de Munique foi desenvolvida em resposta às críticas generalizadas a modelos anteriores, como as cozinhas de Frankfurt e Stuttgart, que não permitiam que as crianças fossem supervisionadas enquanto cozinhavam. Projetada com o conforto do usuário e a dinâmica familiar em mente, ela apresentava um layout quadrado muito reduzido de 65 square feet (6,0 m2) para cozinhar, separado da sala de estar por uma parede de vidro. Essa divisória transparente permitia que as mães ficassem de olho em seus filhos no cômodo adjacente, enquanto bloqueava a propagação de odores. Comparada à forma retangular estreita da cozinha de Frankfurt, a configuração quadrada foi vista como uma melhoria. Todos os componentes foram dispostos como uma única unidade ao longo de uma parede. Ela também introduziu prateleiras ajustáveis dentro dos armários e uma pia independente que permitia o trabalho sentado.
Diferentemente do layout fechado da cozinha de Frankfurt ou da escotilha de serviço do modelo de Stuttgart, o projeto de Munique utilizou uma parede de vidro móvel para conectar a cozinha à sala de estar. Isso permitiu uma visão clara entre os dois espaços — permitindo que a pessoa que cozinhava observasse as crianças na sala de jantar, enquanto tornava as atividades da cozinha visíveis do espaço adjacente. Embora a cozinha de Munique refletisse uma mudança conceitual, incorporando características mais próximas de uma cozinha tradicional, ela ainda pertencia à linhagem das cozinhas modernistas funcionalistas. Como suas antecessoras, foi moldada pelos mesmos princípios fundamentais de eficiência e racionalização. O que a distinguiu foi seu esforço para apresentar essas ideias de uma forma mais acessível e suave — uma "versão leve" da cozinha funcional de trabalho, destinada a atrair um público mais amplo.